# German Business Panel
| German Business Panel   | German Business Panel | German Business Panel |
| ----------------------- | --- | --------------------- |
| Geografische Reichweite | Deutschland |                       |
| Zielpopulation          | Unternehmen mit Aktivität in Deutschland |                       |
| Stichprobe              | Mehr als 20.000 Beobachtungen |                       |
| Methodik                | rollierendes, halbjähriges Panel |                       |
| Schwerpunkte            | Auswirkungen der Covid-19-Pandemie auf Unternehmen, Rechnungswesen und Besteuerung, Regulierung der Unternehmenstransparenz, Einschätzungen zur Transparenz des Steuersystems |                       |
| Befragungsmethode       | Computer Assisted Web Interviewing (CAWI), Computer Assisted Telephone Interview (CATI)                                                                                       |                       |
| Ort                     | German Business Panel (GBP) Universität Mannheim 68131 Mannheim Deutschland                                                                                                   |                       |
| Gründungsjahr           | 2020 |                       |
| Finanzierung            | Das GBP ist Teil des von der DFG Sonderforschungsbereichs (SFB/TRR) Projekt-ID 403041268 - TRR 266 Accounting for Transparency, https://www.accounting-for-transparency.de.   |                       |
| Website                 | https://gbpanel.org |                       |

Das German Business Panel (GBP) ist ein langfristiges Befragungspanel des DFG-geförderten überregionalen Projektes „Accounting for Transparency“ zur systematischen Erhebung von Erwartungen, Einschätzungen und Meinungen von Entscheidungsträgern aller in Deutschland aktiven Unternehmen. Die Zielpopulation umfasst Unternehmen mit Aktivität in Deutschland jeder Größe und Rechtsform sowie wirtschaftlich tätige Vereine. In den bisherigen Befragungsrunden des German Business Panel nahmen mehr als 10.000 Unternehmensrepräsentanten in der ersten und zweiten Runde teil. Etwa 86–91 % der Befragten waren zum Befragungszeitpunkt als Inhaber, Geschäftsführer oder im Vorstand tätig. Die Beobachtungszahl der ersten zwei Runden umfasst somit mehr als 20.000 vollständig ausgefüllte Fragebögen.

## Das GBP als Infrastruktureinrichtung für die Unternehmensforschung
Die Studie ist inhaltlich unabhängig und ausschließlich der Wissenschaft verpflichtet. Das GBP zielt darauf ab, eine verlässliche Einschätzung der wirtschaftlichen Situation aller Unternehmen in Deutschland zu bieten. Damit ist das GBP eine einzigartige Datenbasis, die wirtschaftspolitischen Entscheidungen eine solide Grundlage gibt. Das GBP vermittelt gewonnene Erkenntnisse der interessierten Öffentlichkeit, der Forschung sowie den Unternehmen selbst.
Die Befragungsergebnisse aus der Zeit während der COVID-19-Pandemie konnten zeigen, dass die Kontaktbeschränkungen auf die Umsätze von Unternehmen in manchen Branchen erheblichen Einfluss hatten, während andere Branchen kaum betroffen waren. Damit konnte gezeigt werden, wie wirksam die staatlichen Hilfsmaßnahmen für Unternehmen waren.
Die Befragung erfolgt online, so dass eine schnelle Datenverarbeitung und damit ein zeitnaher Einblick in die aktuelle Situation der Unternehmen in Deutschland gewährleistet wird und randomisierte kontrollierte Studien verlässlich und mit begrenztem Aufwand durchführbar sind.

## Forschungsschwerpunkte
Neben den Auswirkungen der Covid-19-Pandemie liegt der Fokus der Fragen auf den Bereichen Rechnungswesen und Besteuerung, insbesondere Themengebiete der Regulierung der Unternehmenstransparenz und Einschätzungen zur Transparenz des Steuersystems stehen im Zentrum der Befragung. Die Studie beinhaltet Fragen wie: Wie ist es den Unternehmen während der Corona-Krise ergangen? Welche Erwartungen und Planungen haben Unternehmen für die nahe Zukunft? Sollen Regelungen zur Transparenz angepasst werden? Welche Kennzahlen sind für Unternehmen am relevantesten bei der Festlegung der Jahresziele? Welche Adressaten berücksichtigen Unternehmen bei der Ausgestaltung der externen Berichterstattung? Welche Steuerarten berücksichtigen Unternehmen für potenzielle Investitionsentscheidungen? Wie beurteilen Unternehmen Steuerbelastungen? Eine vollständige Übersicht zu den Fragen der bisherigen Befragungsrunden ist in den Codebooks enthalten.
- Studie zur Lage der Unternehmen in Deutschland
  - Wie ist es den Unternehmen während der Corona-Krise ergangen?
  - Welche Erwartungen und Planungen haben Unternehmen für die nahe Zukunft?
  - Sollen Regelungen zur Transparenz angepasst werden?
  - Welche Kennzahlen sind für Unternehmen am relevantesten bei der Festlegung der Jahresziele?
  - Welche Adressaten berücksichtigen Unternehmen bei der Ausgestaltung der externen Berichterstattung?
  - Welche Steuerarten berücksichtigen Unternehmen für potentielle Investitionsentscheidungen?
  - Wie beurteilen Unternehmen Steuerbelastungen?
- GBP Corona-Befragung
  - Wie wirken steuerliche und nicht-steuerliche Maßnahmen?
  - Wie reagieren Unternehmen auf Steueränderungen?
  - Wie helfen Unternehmen sich selbst?
  - Mit welchen Erwartungen blicken Unternehmen in die Zukunft?

## Methodik und Eigenschaften der Daten
Die Antworten der teilnehmenden Unternehmen bieten ein repräsentatives Bild der Unternehmen in Deutschland. Die nach einem Zufallsverfahren ausgewählten Unternehmen werden per E-Mail angeschrieben oder telefonisch kontaktiert und zur Teilnahme an der freiwilligen Befragung eingeladen. Die Stichprobe wurde zufällig aus dem Bestand aller im Handelsregister und anderer Quellen eingetragenen Unternehmen gewählt. Die GBP-Kontaktdatenbank wird regelmäßig ergänzt und ist mit Unternehmensdatenbanken wie der Orbis-Datenbank des Bureau van Dijk (BvD) oder dem Unternehmensregister des Statistischen Bundesamts unter datenschutzrechtlichen Voraussetzungen verknüpfbar, sofern ein Einverständnis der Befragten vorliegt.

### Vergleich mit der Gesamtpopulation
Die nachfolgende Tabelle zeigt die Gesamtheit der in Deutschland aktiven Unternehmen im Unternehmensregister des Statistischen Bundesamts vom Stand 2018 im Vergleich zur realisierten Stichprobe der ersten Befragungsrunde des German Business Panel. Die Branchenabschnitte sind selbst ohne Hochrechnung recht gleichmäßig abdeckt. Die Grundlage für die Kontaktdatenbank des German Business Panel sind im Handelsregister eingetragene rechtlich selbstständige Unternehmen. Da eine Eintragung ins Handelsregister für Einzelunternehmer und GbRs möglich, aber nicht erforderlich ist, sind diese Rechtsformen unterproportional im Vergleich zur Gesamtheit der Unternehmen in Deutschland vertreten. Daher steigen die Fallzahlquoten mit der Zahl der Beschäftigten und den Umsatzklassen. Insgesamt enthielten die GBP-Daten der vergangenen Befragungsrunden mehr als ein halbes Prozent der Grundgesamtheit der in Deutschland tätigen Unternehmen.
Die Stichprobe des GBP wird im Folgenden mit den Daten des Statistischen Unternehmensregisters des Statistischen Bundesamts verglichen.
| Wirtschaftsabschnitt (%)                                                                       | Unternehmensregister (2020) | Stichprobe |
| ---------------------------------------------------------------------------------------------- | --------------------------- | ---------- |
| B (Bergbau und Gewinnung von Steinen und Erden)                                                | 0,1                         | 0,3        |
| C (Verarbeitendes Gewerbe)                                                                     | 6,5                         | 17,1       |
| D (Energieversorgung)                                                                          | 2,1                         | 0,6        |
| E (Wasserversorgung, Abwasser- und Abfallentsorgung und Beseitigung von Umweltverschmutzungen) | 0,3                         | 0,7        |
| F (Baugewerbe)                                                                                 | 11,3                        | 10,2       |
| G (Handel; Instandhaltung und Reparatur von Kraftfahrzeugen)                                   | 17,1                        | 15,4       |
| H (Verkehr und Lagerei)                                                                        | 3,2                         | 3,7        |
| I (Gastgewerbe)                                                                                | 6,9                         | 3,6        |
| J (Information und Kommunikation)                                                              | 3,9                         | 9,0        |
| K (Erbringung von Finanz- und Versicherungsdienstleistungen)                                   | 2,2                         | 3,7        |
| L (Grundstücks- und Wohnungswesen)                                                             | 6,1                         | 2,5        |
| M (Erbringung von freiberuflichen, wissenschaftlichen und technischen Dienstleistungen)        | 14,8                        | 15,3       |
| N (Erbringung von sonstigen wirtschaftlichen Dienstleistungen)                                 | 6,5                         | 4,9        |
| P (Erziehung und Unterricht)                                                                   | 2,2                         | 1,8        |
| Q (Gesundheits- und Sozialwesen)                                                               | 7,4                         | 3,4        |
| R (Kunst, Unterhaltung und Erholung)                                                           | 3,0                         | 2,6        |
| S (Erbringung von sonstigen Dienstleistungen)                                                  | 6,6                         | 3,0        |

| Sozialversicherungspflichtig Beschäftigte (%) | Unternehmensregister (2020) | Stichprobe |
| --------------------------------------------- | --------------------------- | ---------- |
| 0 bis 9                                       | 86,9                        | 67,7       |
| 10 bis 49                                     | 10,5                        | 25,3       |
| 50 bis 249                                    | 2,2                         | 5,4        |
| 250 und mehr                                  | 0,5                         | 1,6        |

| Umsatz (%)                    | Unternehmensregister (2020) | Stichprobe |
| ----------------------------- | --------------------------- | ---------- |
| unter 2 Millionen             | 92,8                        | 79,4       |
| 2 Millionen bis 10 Millionen  | 5,3                         | 15,3       |
| 10 Millionen bis 50 Millionen | 1,4                         | 4,1        |
| 50 Millionen und mehr         | 0,4                         | 1,3        |

| Rechtsform (%)                                                           | Unternehmensregister (2020) | Stichprobe |
| ------------------------------------------------------------------------ | --------------------------- | ---------- |
| Einzelunternehmer                                                        | 59,1                        | 11,7       |
| Personengesellschaften (zum Beispiel OHG, KG, GbR, PartG, GmbH & Co. KG) | 22,7                        | 12,1       |
| Kapitalgesellschaften (GmbH, UG, AG, SE, Limited, KGaA)                  | 12,0                        | 69,1       |
| Sonstige Rechtsformen (inkl. Vereinen)                                   | 6,2                         | 7,1        |

### Befragungsdurchführung
Das German Business Panel wird durch die Universität Mannheim im Rahmen des von der Deutschen Forschungsgemeinschaft (DFG) geförderten Sonderforschungsbereichs (SFB/TRR) Projekt-ID 403041268 - TRR 266 Accounting for Transparency, durchgeführt. Telefonische Befragungen werden mit Unterstützung von Befragungsunternehmen durchgeführt.
Das GBP prüft die Konsistenz der Antworten nach Befragungen und erstellt Regionalindikatoren (Gemeinde, Kreis, Regierungsbezirk, Bundesland des Unternehmensstandorts) und klassifiziert den Tätigkeitsbereich der Unternehmen anhand der Wirtschaftszweige WZ 2008. Das GBP erstellt Hochrechnungsfaktoren, die eine Gewichtung auf Grundlage des Unternehmensregisters des Statistischen Bundesamts ermöglichen.

## Befragungsmethode
Das GBP kombiniert verschiedene Befragungsmodi. Bisher wurden beispielsweise Befragungen per Computer Assisted Web Interviewing (CAWI) sowie Computer Assisted Telephone Interview (CATI) durchgeführt.

## Datennutzer und Forschungsergebnisse
Das umfangreiche Fragenprogramm des German Business Panel enthält eine Reihe von wiederkehrenden und variierenden Befragungsinstrumenten. Diese werden von Forschern des Sonderforschungsbereichs „Accounting for Transparency“ und von externen Wissenschaftlern in einem begutachteten Auswahlprozess entwickelt.
Die wissenschaftlichen Ergebnisse und Unternehmenstrends werden in den monatlich erscheinenden Berichten des GBP-Monitors zusammengefasst.
Die Publikationen im TRR 266 folgen den Open-Science-Prinzipien. Beispielsweise werden wissenschaftliche Publikationen mit Gold-Status gekennzeichnet, falls sie Daten und/oder Code für alle interessierten Anwender öffentlich verfügbar machen. Um gleichzeitig den strengen Datenschutzanforderungen Rechnung zu tragen, stellt das German Business Panel absolut anonymisierte Mikrodaten für wissenschaftliche Forschungszwecke und statistische Zwecke in Form von Public Use Files (PUF) zur Verfügung. Aufgrund der starken Anonymisierung sind in PUF nur ausgewählte Merkmale enthalten. Fachlich tief gegliederte Merkmale werden aggregiert. Tiefere räumliche Abgrenzungen können auf der Basis von PUF nicht vorgenommen werden.
Voraussetzung zur Datennutzung ist der Abschluss eines Datennutzungsvertrags und die Unterzeichnung der Verpflichtungserklärung für jeden Projektmitarbeiter. Die Nutzung der Daten ist ausschließlich wissenschaftlichen Einrichtungen vorbehalten.

## Finanzierung
Das GBP ist Teil des durch die Deutsche Forschungsgemeinschaft (DFG) geförderten Sonderforschungsbereichs (SFB/TRR), Projekt-ID 403041268 - TRR 266 Accounting for Transparency. Im Rahmen des TRR 266 untersuchen mehr als 80 engagierte Forschende, wie Rechnungswesen und Besteuerung die Transparenz von Unternehmen beeinflussen und wie sich Regulierungen und Unternehmenstransparenz auf Wirtschaft und Gesellschaft auswirken. Ziel ist es, eine wirksame Regulierung für Unternehmenstransparenz und ein transparentes Steuersystem zu entwickeln. Die Hauptstandorte des TRR 266 sind die Universität Paderborn, die HU Berlin und die Universität Mannheim. Hinzu kommen Wissenschaftler der LMU München, der Frankfurt School of Finance and Management, der WHU – Otto Beisheim School of Management, der ESMT Berlin und der Goethe-Universität Frankfurt.